# Osbert Sitwell
Sir Francis Osbert Sacheverll Siwell (ur. 6 grudnia 1892 w Londynie, zm. 4 maja 1969 niedaleko Florencji) – angielski poeta i prozaik.
Był bratem pisarzy Sacheverellego i Edith Sitwell. Tworzył wiersze pacyfistyczne oraz satyryczne (m.in. Collected Satires and Poems z 1931) oraz powieści ukazujace w krytyczny sposób angielskie mieszczaństwo początków XX wieku (m.in. Before the Bombardment z 1926). Poza tym napisał wiele opowiadań, szkiców i esejów krytycznoliterackich oraz popularną autobiografię, będącą kroniką rodzinno-środowiskową, zawierającą dzieje angielskiej awangardy poetyckiej. Podobnie jak rodzeństwo był gorliwym propagatorem modernizmu.